# Francesco Migliore
Francesco Migliore est un footballeur franco-italien né le 17 avril 1988 à Arezzo, en Toscane (Italie). Formé à l'Olympique lyonnais, il évolue au poste de défenseur latéral gauche.

## Biographie
Francesco Migliore commence le football dans une équipe de quartier de Nice puis rejoint en 2004 le centre de formation de l'Olympique lyonnais. Avec les juniors du club, il est finaliste de la Coupe Gambardella en 2006. Non conservé par l'olympique lyonnais, il effectue un essai au RAEC Mons qui s'avère concluant, et signe en juillet un contrat de deux ans avec le club belge de division 1. Le club étant relégué en fin de saison, il quitte le club et recherche alors un club en Italie. 
Il rejoint le Giulianova Calcio, club de Série C où ses performances sur le terrain attirent le regard de clubs de série B, notamment Cesena, Pescara, Grossetto FC et l'AS Livourne. Il signe finalement, en compagnie de deux autres de ses coéquipiers, en juin 2010, au FC Crotone.

## Palmarès
- Finaliste de la Coupe Gambardella en 2006 avec l'Olympique lyonnais.

## Statistiques
Le tableau ci-dessous résume les statistiques en match officiel de Francesco Migliore depuis ses débuts de joueur professionnel,,.
| Saison                | Club                  | Championnat           | Championnat | Championnat | Coupe(s) nationale(s) | Coupe(s) nationale(s) | Play-offs | Play-offs | Total | Total |
| Saison                | Club                  | Division              | M.          | B.          | M.                    | B.                    | M.        | B.        | M.    | B.    |
| 2008-2009             | RAEC Mons             | Jupiler Pro League    | 21          | 0           | -                     | -                     | -         | -         | 21    | 0     |
| 2009-2010             | Giulianova Calcio     | Lega Pro 1D           | 31          | 3           | -                     | -                     | 2         | 0         | 33    | 3     |
| 2010-2011             | FC Crotone            | Serie B               | 30          | 0           | 1                     | 0                     | -         | -         | 31    | 0     |
| 2011-2012             | FC Crotone            | Serie B               | 24          | 0           | 2                     | 0                     | -         | -         | 26    | 0     |
| 2012-2013             | FC Crotone            | Serie B               | 18          | 1           | 2                     | 0                     | -         | -         | 20    | 1     |
| 2013-2014             | Spezia Calcio         | Serie B               | 39          | 2           | 4                     | 0                     | 1         | 0         | 44    | 2     |
| 2014-2015             | Spezia Calcio         | Serie B               | 32          | 1           | 2                     | 0                     | 1         | 0         | 35    | 1     |
| 2015-2016             | Spezia Calcio         | Serie B               | 39          | 1           | 5                     | 0                     | 3         | 0         | 47    | 1     |
| 2016-2017             | Spezia Calcio         | Serie B               | -           | -           | 2                     | 0                     | -         | -         | 2     | 0     |
| Total sur la carrière | Total sur la carrière | Total sur la carrière | 234         | 8           | 18                    | 0                     | 7         | 0         | 259   | 8     |